# Бучина (заповідне урочище)
Бучи́на — заповідне урочище, розташоване на території Галайковецької сільської ради Мурованокуриловецького району Вінницької області (Мурованокуриловецьке лісництво, кв. 35 діл. 5-6). Оголошене відповідно до Рішення Вінницького облвиконкому № 371 від 29.08.1984р.

## Фізико-географічне районування
За  фізико-географічним  районуванням  України  ця  територія  належить до  Могілівсько-Придністровського  району  Придністровсько-Подільської області  Дністровсько-Дніпровської  лісостепової  провінції  Лісостепової  зони.
Характерною  для  цієї  ділянки  є  розчленована  глибокими  долинами  лесова височина  з  сірими  опідзоленими  ґрунтами.  З  геоморфологічної  точки  зору описувана  територія  являє  собою першу-другу надзаплавну нерозчленовану терасу алювіальної акумулятивної рівнини.

## Клімат
Клімат  території  є  помірно  континентальним.  Для  нього  характерне тривале,  нежарке  літо,  і  порівняно  недовга,  м'яка  зима.  Середня  температура січня  становить  -5,5°...  -5°С,  липня  +20°...+19,5°С,  Річна  кількість  опадів складає 500-525  мм.

## Геоботанічне районування
За  геоботанічним  районуванням  України  ця  територія  належить  до Європейської  широколистяної  області,  Подільсько-Бесарабської  провінції, Вінницького (Центральноподільського) округу.
Територія урочища знаходиться на вершині однієї з найвищих гряд Подільської височини. Рослинність  урочища унікальна для Центрального Поділля і представлена віковим буковим лісом віком понад 150 років з невеликою домішкою дуба. Букові ліси тут природного походження, знаходяться на схід від суцільної межі ареалу. Бук має середню висоту 32 м, середній діаметр 40-50 см. 
Підлісок і підріст відсутні. Покриття травостану незначне (3-5%), в ньому зустрічаються підмаренник, зеленчук жовтий, копитняк європейський.